# Liste der Bodendenkmäler in Piding

Wappen von Piding

Auf dieser Seite sind die Bodendenkmäler in der oberbayerischen Gemeinde Piding zusammengestellt. Diese Tabelle ist eine Teilliste der Liste der Bodendenkmäler in Bayern. Grundlage ist die Bayerische Denkmalliste, die auf Basis des Bayerischen Denkmalschutzgesetzes vom 1. Oktober 1973 erstmals erstellt wurde und seither durch das Bayerische Landesamt für Denkmalpflege geführt wird. Die folgenden Angaben ersetzen nicht die rechtsverbindliche Auskunft der Denkmalschutzbehörde.

## Bodendenkmäler der Gemeinde Piding

### Bodendenkmäler in der Gemarkung Piding
| Lage                                                                        | Objekt | Akten-Nr.     | Bild |
| --------------------------------------------------------------------------- | --- | ------------- | ---- |
| Piding Berchtesgadener Straße, nordwestlich Autobahnunterführung (Standort) | Körpergräber des frühen Mittelalters. | D-1-8243-0094 |      |
| Piding Im Bereich Gaisbergstraße (Standort)                                 | Körpergräber des frühen Mittelalters. | D-1-8243-0095 |      |
| Piding Nördlich Achendammweg (Standort)                                     | Körpergräber des frühen Mittelalters. | D-1-8243-0097 |      |
| Piding Haindlstr. 6–8 (Standort)                                            | Siedlung des frühen Mittelalters. | D-1-8243-0100 |      |
| Piding Bei Staufeneck (Standort)                                            | Untertägige mittelalterliche und frühneuzeitliche Befunde im Bereich von Burg Staufeneck bei Piding.                                                | D-1-8243-0130 |      |
| Piding Bei St. Laurentius (Standort)                                        | Untertägige mittelalterliche und frühneuzeitliche Befunde im Bereich der Katholischen Filialkirche St. Laurentius in Mauthausen.                    | D-1-8243-0185 |      |
| Piding Petersplatz (Standort)                                               | Untertägige mittelalterliche und frühneuzeitliche Befunde im Bereich der Katholischen Pfarrkirche Mariä Geburt in Piding und ihrer Vorgängerbauten. | D-1-8243-0187 |      |
| Piding Am Johannishögl (Standort)                                           | Untertägige mittelalterliche und frühneuzeitliche Befunde im Bereich der Katholischen Filialkirche St. Johann auf dem Johannishögl.                 | D-1-8243-0189 |      |